# وليام بوتينغ همسلي
وليام بوتينغ همسلي (1843-1924) (بالإنجليزية: William Botting Hemsley)‏ هو عالم نبات بريطاني.